# Rotraud A. Perner

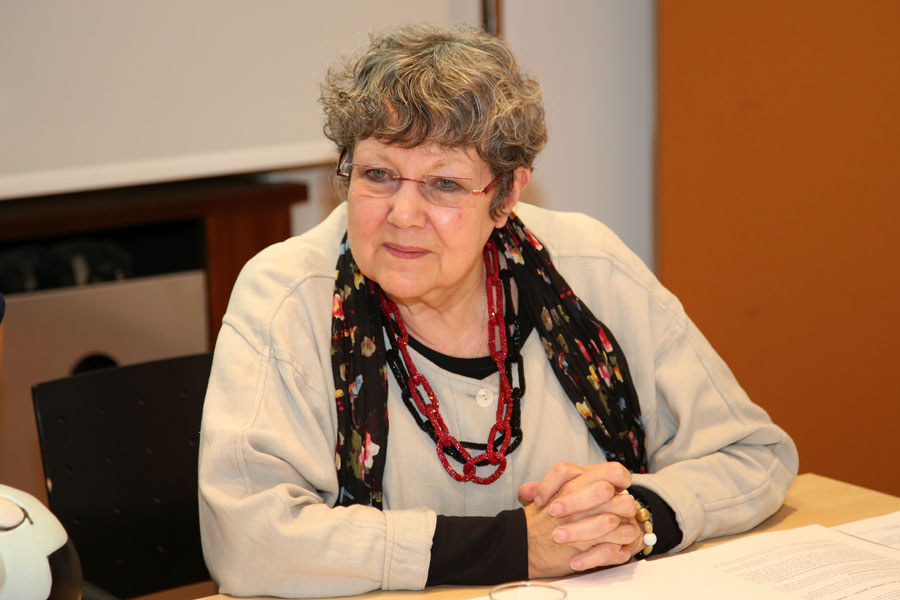
Rotraud A. Perner (2014)

Rotraud A. Perner (* 18. August 1944 in Orth an der Donau) ist eine österreichische Juristin, Psychotherapeutin/Psychoanalytikerin, evangelische Theologin und Hochschulpfarrerin im Ehrenamt.

## Leben
Rotraud A. Perner absolvierte ab 1962 ein Jusstudium an der Universität Wien, das sie 1966 mit dem Magisterium und 1967 mit der Promotion abschloss. Nach ihrem Studium arbeitete sie als volkswirtschaftliche Referentin bei der Oesterreichischen Nationalbank. 1978 bis 1986 war Perner Führungskraft (mit Budget- und Personalverantwortung) im Verein Jugendzentren der Stadt Wien (Erfindung und Realisation der Club Bassenas und Projektleitung für Partnerschafts- und Familienarbeit) und absolvierte insgesamt fünf Psychotherapieausbildungen (unter anderem 1984 Diplom für Psychoanalytische Sozialtherapie, 1987 Zertifikat in systemischer Sexualtherapie) und erwarb 1989 das Diplom in Erwachsenenbildung an der Pädagogischen Akademie Wien. 1975 gründete sie eine Familienberatungsstelle in Favoriten (Wien), weiters zwei Sexualberatungsstellen in Wien und 1990 gemeinsam mit Elfriede Abt den Verein „Die Möwe – Verein für physisch, psychisch und sexuell misshandelte Kinder“.

### Wissenschaftliche Laufbahn
Perner war Universitätsprofessorin an der Donau-Universität Krems (einzige Universitätsprofessorin für Prävention) und Gerichtssachverständige, ist als Mediatorin (Ehrenmitglied des Österreichischen Berufsverbands der MediatorInnen) sowie an mehreren österreichischen Universitäten tätig. Sie gründete und leitet das Institut für Stressprophylaxe & Salutogenese (ISS) sowie die Akademie für Salutogenese & Mesoziation (ASM) in Matzen, Niederösterreich. Sie war von 1996 bis 2002 Erste Vorsitzende, bis 2004 Dritte Vorsitzende und jetzt Ehrenmitglied der Österreichischen Gesellschaft für Sexualforschung (ÖGS). Von 1997 bis 1999 war sie auch Gastprofessorin für Sexualtherapie an der Alpen-Adria-Universität Klagenfurt. Sie war Herausgeberin deren Zeitschrift SEXUS sowie Mitherausgeberin des Monatsmagazins Forum für feministische Gangarten, regelmäßige Kolumnistin für AZ, Wiener Zeitung, Winside, Konstruktiv und andere mehr und veröffentlichte über 50 Fachbücher zu den Themen seelische Gesundheit, Gewaltprävention, Macht und Sexualität. Des Weiteren ist sie als Trainerin, Supervisorin und Seminarleiterin sowie Coach und Beraterin für Manager, religiöse Würdenträger und Politiker tätig.

### Kirchliche Laufbahn
Nach Beendigung ihres aus Forschungsmotiven begonnenen Studiums der evangelischen Fachtheologie (2010–2015) und des über Anregung von Superintendent Paul Weiland bereits nach dem Bachelorabschluss begonnenen Vikariats wurde Perner dessen Wunsch entsprechend am 24. April 2016 von Bischof Michael Bünker zur Pfarrerin im Ehrenamt ordiniert und mit dem Amtsauftrag, die bisher fehlende evangelische Hochschulseelsorge an den niederösterreichischen Universitäten aufzubauen, betraut.

### Politik
Im Wahlkampf zur Landtagswahl in Niederösterreich 2003 und zur Landtagswahl in Niederösterreich 2013 trat Perner als Unterstützerin von Erwin Pröll auf, obwohl sie schon in den 1970er und 1980er Jahren als Parteimitglied der SPÖ als Bezirksrat und zum Wiener Landtag kandidierte.
Am 19. August 2017 trat sie wegen „ihrer Meinung nach frauenverachtender Aussagen von Bundesgeschäftsführer Georg Niedermühlbichler“ im Nationalratswahlkampf 2017 aus der SPÖ aus. Zudem warf sie ihm und Bundeskanzler Christian Kern vor – die Silberstein-Affäre intensivierte sich zu diesem Zeitpunkt –, Dirty Campaigning gegen den politischen Mitbewerber zu betreiben.

### Privat
Perner war von 1968 bis zu dessen Tod 2009 mit dem Journalisten Reinhold Perner verheiratet und hat zwei erwachsene Söhne (* 1972 und * 1974). Ihr Mann ist mehrfach fremdgegangen, auch wenn sie selbst sich nach ihrer Eigendarstellung nicht als "betrogen" fühlte; in „Niemandsweib“, einem 2024 erschienenen Rückblick auf ihr Leben, beschreibt sie die Ehe mit ihm als „verhaltensoriginell“.

## Gründungen und Initiativen
- Gründung und Leitung von Familienberatungsstellen in Wien
- Gründung der Kommunikations- und Selbsthilfeplattform Club Bassena
- Gründungsmitglied des Verein zur Förderung der qualifizierten Kinder-, Jugend -, Partner-, und Sexualberatung (VFB)
- Gründung der 1. Wiener Sexualberatungsstelle im Rahmen des VFB
- Aufbau eines wissenschaftlichen Netzwerkes zur Propagierung gewaltfreier Erziehung und Beziehung
- Idee und Realisierung des Hans-Czermak-Preises für gewaltlose Beziehungen
- Gründung des Vereins Promethea zur Unterstützung sexuell ausgebeuteter Frauen (Vorsitz bis 1998)
- Gründung der Akademie für Wissen & Können
- Gründung der Österreichische Frauenakademie
- Gründung des Verlags aaptos
- Initiatorin und Konzept-Entwickerlin der umfassenden Aus- und Fortbildungsinitiative "Halt! Gewalt! im Rahmen der Niederösterreichischen Landesakademie

## Projekte
- "Du und Ich – ein Ratgeber für das Leben zu zweit" für ORF (Ö2), 1992–1996
- "Wahrheitsfindung nach Vergewaltigung" für BMI, 1996–2003
- "Gewaltfreie Bundesländer", 1998–1999
- "Ganz ich – ganz Du" für ORF, 2001–2002
- "Halt! Gewalt!" für Niederösterreich, seit 2005, darin u. a. Selbsthilfegruppen gegen Gewalt sowie Briefe gegen Gewalt
- "Diskriminierungen bei Postings zu einer online-Kolumne", ORF, 2007
- "Bündnis gegen Gewalt" für BMI, 2010–2012

## Auszeichnungen
- 1993 Silbernes Ehrenzeichen für Verdienste um die Republik Österreich für die Mitgestaltung gesetzlicher Regelungen der psychosozialen Versorgung
- 1996 Paracelsusring der Stadt Villach als erste Frau
- 1999 Berufstitel Professorin für ihre Lehr- und Forschungstätigkeit
- 2005 Goldenes Ehrenzeichen für Verdienste um die Republik Österreich für das Lebenswerk im Dienste von Gewaltprävention und Salutogenese[13]
- 2007 Liese-Prokop-Frauenpreis Anerkennungspreis in der Kategorie Wissenschaft
- 2009 Goldenes Ehrenzeichen für Verdienste um das Bundesland Niederösterreich für die „Bereitschaft, die wissenschaftliche Landschaft des Bundeslandes zu erweitern“
- 2010 Goldenes Ehrenzeichen für Verdienste um das Land Wien
- 2014 Großes Goldenes Ehrenzeichen für Verdienste um das Bundesland Niederösterreich[14]

## Schriften
- Sexualität in Österreich. Eine Inventur, 1999
- Liebe macht gesund – Salutogenese im Alltag, 2004
- Heute schon geliebt? Salutogenese & Sexualität, 2007
- Die Überwindung der Ich-Sucht, 2009
- PROvokativpädagogik, 2010 vergriffen
- Missbrauch: Kirche – Täter – Opfer, 2011
- Hand – Herz – Hirn. Zur Salutogenese mentaler Gesundheit, 2011
- Der erschöpfte Mensch, 2012
- Die reuelose Gesellschaft, 2013
- Tabuthema kindliche Erotik, 2014
- Der vergessene Schulwart, 2014
- Freiheit Gleichheit Menschlichkeit. Politische und tiefenpsychologische Essays, 2014
- Der einsame Mensch, 2014
- Was Frauen stresst. Eine Erhebung, 2015
- Gewaltprävention im Alltag, 2015
- Mut. Das ultimative Lebensgefühl, 2016
- Ehrenamt & Salutogenese, 2016
- PROvokativpädagogik – PROvokativmethodik. Ein Beitrag zur Gewaltprävention und Salutogenese, 2017
- Sexuelle Reformation. Freiheit und Verantwortung, 2017
- Überwachen als Beruf. Justizwachedienst & Stress, 2017
- Als Pfarrerlehrling in Mistelbach. Ein multidisziplinäres Tagebuch, 2017
- Lieben! Über das schönste Gefühl der Welt – für Anfänger, Fortgeschrittene und Meister, 2018
- Prinzesschen, Kämpferin … Königin! Weibliche Kraft in allen Lebenslagen, 2019
- Heilkraft Humor. Ein Beitrag zur Gewaltprävention und Salutogenese, 2019
- Aufrichten! Anleitung zum seelischen Wachstum, 2019
- Mozarts Geheimnis. In Texten für die Wiener Staatsoper, 2020
- Komme was da wolle ... Kirsenkompetenz. Ein Beitrag zu Gewaltprävention, Resilienz und Salutogenese, 2020
- (Über)leben in „interessanten Zeiten“. Leibseelische Balance unter Krisenbedingungen, 2020
- Friedenserziehung in der Elementarpädagogik, 2021
- Mit Recht und Seele. Angewandte Sozialpsychologie für JuristInnen – und alle, denen Gerechtigkeit ein Anliegen ist!, 2021
- Pflegen ohne auszubrennen. Ein Beitrag zur salutogenen Fremd- und Selbstfürsorge, 2022
- Das Schweigen der Hirten. Kirche und sexuelle Grenzüberschreitungen, 2022
- So a Hetz! Über Empörungsmeuten und die Lust am Menschenjagen, 2023
- Niemandsweib. Anstand. Standhaftigkeit. Widerstand. Bausteine (m)einer Resilienz. Ein Vermächtnis, 2024
- Sprechen ohne zu verletzen. Eine Einführung in die Gesprächsmedizin, Gewaltprävention und Salutogenese, 2024
- Macht dir Luft! Über die heilkraft des Atems, 2025

zahlreiche Fachartikel und Buchbeiträge